# Axel Ronse
Pour les articles homonymes, voir Ronse (homonymie).
Axel Ronse, né le 20 juillet 1981 à Bruges est un homme politique belge flamand, membre de la N-VA.
Il est licencié en philosophie (UGent, 2004); directeur auprès d'une demi-régionale d'UNIZO (2006-2013)  (Unizo Zuid West-Vlaanderen); conseiller du ministre-président flamand (2014).
Aux élections législatives fédérales de 2024, Axel Ronse est élu à la Chambre des Représentants.

## Fonctions politiques
- député au Parlement flamand :
  - du 25 mai 2014 au 9 juin 2024
- député fédéral à la Chambre des représentants :
  - depuis le 9 juin 2024